# Fefe Dobson
Felicia Lily Dobson (Toronto, Ontário, 28 de fevereiro de 1985) é uma cantora e compositora canadense.

## Discografia
- Fefe Dobson (2003)
- Sunday Love (cancelado)
- Joy (2010)
- T.B.A. (2022)